# Ржаницыно
Ржаницыно — деревня в Шекснинском районе Вологодской области.
Входит в состав сельского поселения Сиземского (с 1 января 2006 года по 8 апреля 2009 года входила в Чаромское сельское поселение), с точки зрения административно-территориального деления — в Чаромский сельсовет.
Расстояние по автодороге до районного центра Шексны — 21 км, до центра муниципального образования Чаромского — 3 км. Ближайшие населённые пункты — Большой Игай, Копосиха, Высоково.
По переписи 2002 года население — 2 человека.